# Papa Marcel I
Papa Marcel I (n. 6 ianuarie 255 d.Hr., Roma, Imperiul Roman – d. 16 ianuarie 309 d.Hr., Roma, Imperiul Roman) a fost papă al Romei din noiembrie - decembrie 306 - 16 ianuarie 308.
Marcel,  roman ales în noiembrie-decembrie 306, mort pe 16 ianuarie 308; înmormântat în cimitirul Sfânta Priscila; sfânt, este comemorat pe 16 ianuarie.

## Situația timpului
Din pricina atât a diviziunilor interne cât și a persecuțiilor, sediul roman a rămas vacant vreo trei ani și jumătate după pontificatul lui Marcelin. Odată cu urcare lui Maxentius pe tronul imperial (306-312) și cu politica tolerantă pe care el a adoptat-o, a fost posibilă alegerea unui nou papă. A fost ales Marcel, prezbiter deja foarte stimat și sub pontificatul predecesorului său, și care desfășurase un rol important pe tot parcursul vacanței pontificale.
Acuzele aduse mai târziu de donatiști, conform cărora și Marcel ar fi fost printre cei care au consemnat „cărțile sfinte” autorităților păgâne alături de Marcelin, sunt considerate de istoricii actuali absolut nefondate. Cu atât mai mult cu cât s-a demonstrat a fi un judecător sever față de astfel de atitudini și, după opinia unora, a fost chiar el acela care a „șters” numele predecesorului său din lista oficială a papilor (opinie la fel de nefondată ca și acuzele donatiștilor).

## Datele pontificatului
Datele pontificatului său sunt nesigure; într-adevăr, sunt și cercetători care admit un pontificat mai târziu și mai scurt: de la 27 mai sau 26 iunie 308 până la 16 ianuarie 309. Primul și cel mai important lucru pe care Marcel I a trebuit să-l înfrunte a fost, fără îndoială, reorganizarea bisericii într-un climat politic mai destins, și această activitate a sa a dat origine informației din Liber Pontificalis (în mod clar, anacronică) conform căreia Marcel I ar fi împărțit Orașul în „25 de titluri” sau parohii, fiecare încredințată unui prezbiter. 

## Probleme interne
O altă problemă, nu mai puțin spinoasă, o constituia mulțimea de creștini, care renegaseră credința în timpul persecuției, așa zișii „lapși”; judecând după omagiul în versuri compus în cinstea sa de papa Damas I, Marcel I a fost mai degrabă un rigorist care, pentru severitatea penitențelor impuse lapșilor a fost curând urât de aproape toată comunitatea romană. Urmare a acestei atitudini rigoriste au fost și dezordinile publice (ajungând, după unii istorici, până la vărsare de sânge) care au provocat intervenția lui Maxențiu; Marcel a fost denunțat de un apostat și prin urmare exilat de împărat ca „tulburător al păcii”. A murit la scurt timp (16 ianuarie 309) în ocnele imperiale unde a fost trimis (nu se cunoaște localitatea). Trupul său a fost adus la Roma și îngropat în cimitirul Sfânta Priscila, proprietate privată, care nu fusese confiscată în timpul persecuției.

## Prin legendă
O legendă posterioară, preluată de Liber Pontificalis, a înflorit moartea lui Marcel I povestind că Maxențiu, din cauza că papa a refuzat să sacrifice zeilor, a transformat biserica pe care Marcel ar fi ctitorit-o – și care devenise mai apoi parohia sa – într-un grajd pentru caii săi de poștă imperială iar papa a fost pus să-i îngrijească; a murit, mai zice legenda, în această condiție umilitoare. Într-adevăr, Martirologiul Ieronomian, din sec. al V-lea, atestă că Marcel I a murit moarte de confesor. Comemorarea lui este pe 16 ianuarie.

## În plină confuzie
Din a doua jumătate a sec. al XIX-lea, plecând de la confuzia diferitelor izvoare, și mai ales de la absența unuia sau altuia dintre numele papilor Marcelin și Marcel, a fost susțiunută teza că cei doi n-ar fi decât una și aceeași persoană, de a cărei existență însă nu se poate dubita. O altă teză susține că Marcel n-ar fi fost episcop al Romei în sensul strict al cuvântului, ci numai un prezbiter care s-a remarcat în guvernarea bisericii romane pe timpul îndelungatei vacanțe pontificale (așa cum a fost și cazul lui Novațian).
Aceste teze continuă încă să aibă susținători, dar și opozanți destul de autoritari în domeniu. 
Susținătorii tezei că Marcel I a fost papă în sensul strict al cuvântului se bazează pe faptul că izvorul cel mai vechi – Catalogul Liberian – (compus aproximativ cu 40 de ani după pontificatul lui Marcel I) îi numește pe amândoi; Papa Damas I, apoi, îl definește pe Marcel I «rector» - termen rezervat episcopilor – în epitaful în versuri compus în onoarea lui; în sfârșit, scrierile donatiștilor, care – deși îl atacă, acuză și calomniază pe Marcel I – rămân totuși un izvor istoric care probează, din plin, poziția lui Marcel în Biserica Romei.